# Amange
Amange é uma comuna francesa na região administrativa da Borgonha-Franco-Condado, no departamento de Jura. Estende-se por uma área de 6.77 km². Em 2010 a comuna tinha 488 habitantes (densidade: 72,1 hab./km²).